# Seznam zavarovanih samoniklih gliv v Sloveniji
Seznam zavarovanih samoniklih gliv v Sloveniji je narejen na podlagi Uredbe o varstvu samoniklih gliv.
Ta uredba ureja varstvo samoniklih gliv zaradi ohranjanja biološke raznovrstnosti in naravnega ravnotežja. Samonikle glive so vse vrste v naravi rastočih negojenih gliv, sestavljenih iz podgobja (micelija) in gob (trosnjakov). 
Prepovedano je nabiranje podgobij vseh vrst gliv. Na celotnem območju Republike Slovenije je prepovedano nabiranje naslednjih gob: 
| znanstveno ime                | slovensko ime            | Slika |
| ----------------------------- | ------------------------ | ----- |
| Amanita caesarea              | knežja mušnica           |       |
| Amanita strobiliformis        | velikoluska mušnica      |       |
| Amanita verna                 | pomladanska mušnica      |       |
| Aureoboletus gentilis         | lepljivi zlatopor        |       |
| Bondarzewia mesenterica       | gorska bondarčevka       |       |
| Buchwaldoboletus hemichrysus  | zlatični privihanec      |       |
| Buchwaldoboletus lignicola    | jelov privihanec         |       |
| Butyriboletus regius          | kraljevi maslenec        |       |
| Calvatia gigantea             | orjaška plešivka         |       |
| Camarops tubulina             | počrnela bolinka         |       |
| Catathelasma imperiale        | kolobarna dvovenčnica    |       |
| Clathrus ruber                | navadna mrežnica         |       |
| Cortinarius praestans         | nagubana koprenka        |       |
| Dentipellis fragilis          | drobljivi kožozob        |       |
| Fomitopsis officinalis        | lekarniška kresilača     |       |
| Ganoderma lucidum             | svetlikava pološčenka    |       |
| Gomphus clavatus              | čokata žilolistka        |       |
| Grifola frondosa              | velika zraščenka         |       |
| Hericium coralloides          | koralasti bradovec       |       |
| Hericium erinaceus            | resasti bradovec         |       |
| Hericium flagellum            | jelkov bradovec          |       |
| Hymenochaete cruenta          | rdeča usnjevka           |       |
| Imperator torosus             | težki velegoban          |       |
| Lanmaoa fragrans              | dišeči zlatocevar        |       |
| Leccinellum crocipodium       | žlahtni dedek            |       |
| Leptoporus mollis             | mehka skutovka           |       |
| Leucopaxillus tricolor        | tribarvna velepodvihanka |       |
| Mitrula paludosa              | močvirska kapica         |       |
| Phylloporus rhodoxanthus      | rdeči prekatnik          |       |
| Pluteus hispidulus            | čopasta ščitovka         |       |
| Pogonoloma macrorhizum        | glavati risnikovec       |       |
| Polyporus umbellatus          | razvejani luknjičar      |       |
| Porphyrellus porphyrosporus   | navadni porfirnik        |       |
| Rubroboletus dupainii         | Dupainov rubinovec       |       |
| Rubroboletus satanas          | vražji rubinovec         |       |
| Russula zvarae                | Zvarova golobica         |       |
| Tolypocladium ophioglossoides | kačonov glavatež         |       |
| Tricholoma caligatum          | krokodilja kolobarnica   |       |
| Verpa bohemica                | češki smrčkovec          |       |
| Verpa digitaliformis          | poveznjeni smrčkovec     |       |
| Vibrissea truncorum           | oranžna potočka          |       |